# Campeonato Mundial de Atletismo Júnior de 2010 - Salto com vara masculino
A prova do salto com vara masculino do Campeonato Mundial de Atletismo Júnior de 2010 ocorreu entre os dias 20 e 22 de julho em Moncton, no Canadá. 

## Recordes
Antes desta competição, os recordes mundiais e do campeonato nesta prova eram os seguintes:
|     | Nome                             | Nacionalidade              | Altura | Local             | Data                                    |
| --- | -------------------------------- | -------------------------- | ------ | ----------------- | --------------------------------------- |
| WJR | Maksim Tarasov Raphael Holzdeppe | União Soviética · Alemanha | 5.80 m | PBriansk Biberach | 14 de julho de 1989 28 de junho de 2008 |
| CR  | Germán Chiaraviglio              | Argentina                  | 5.71 m | Pequim            | 19 de agosto de 2006                    |

## Medalhistas
| Ouro               | Prata                 | Bronze                 |
| Anton Ivakin (RUS) | Claudio Stecchi (ITA) | Andrew Sutcliffe (GBR) |

## Cronograma
Todos os horários são locais (UTC-4).
| Data        | Hora  | Evento       |
| ----------- | ----- | ------------ |
| 20 de julho | 11:00 | Qualificação |
| 22 de julho | 18:45 | Final        |

## Resultados

### Qualificação
A qualificação se iniciou no dia 20 de julho ás 11:00. 
Grupo A
| Posição | Atleta           | Nacionalidade  | Resultados | Notas |
| ------- | ---------------- | -------------- | ---------- | ----- |
| 1       | Tom Konrad       | Alemanha       | 5.15       | q     |
| 1       | Robert Sobera    | Polónia        | 5.15       | q     |
| 3       | Claudio Stecchi  | Itália         | 5.15       | q     |
| 4       | Richard Lysov    | Rússia         | 5.05       | q     |
| 4       | Vitaliy Tsepilov | Ucrânia        | 5.05       | q     |
| 4       | Kyle Ballew      | Estados Unidos | 5.05       | q     |
| 7       | Matthew Devereux | Reino Unido    | 5.05       | q     |
| 7       | Nikita Filippov  | Cazaquistão    | 5.05       | q     |
| 9       | Jin Min-Sup      | Coreia do Sul  | 4.95       |       |
| 10      | Lane Britnell    | Canadá         | 4.75       |       |

Grupo B
| Posição | Atleta           | Nacionalidade  | Resultados | Notas |
| ------- | ---------------- | -------------- | ---------- | ----- |
| 1       | Anton Ivakin     | Rússia         | 5.15       | q     |
| 2       | Marquis Richards | Suíça          | 5.15       | q     |
| 3       | Andrew Sutcliffe | Reino Unido    | 5.15       | q     |
| 4       | Pauls Pujats     | Letónia        | 5.15       | q     |
| 5       | Didac Salas      | Espanha        | 5.05       | q     |
| 6       | Pascal Koehl     | Alemanha       | 5.05       | q     |
| 7       | Yun Dae-Uk       | Coreia do Sul  | 5.05       |       |
| 8       | Mark Thomas      | Estados Unidos | 4.95       |       |
| 9       | Baptiste Boirie  | França         | 4.75       |       |
| 9       | Marcello Palazzo | Itália         | 4.75       |       |
| 10      | Tymur Skorykh    | Ucrânia        | NM         |       |

### Final
A prova final foi realizada no dia 22 de julho ás 18:45. 
| Posição           | Atleta           | Nacionalidade  | Resultados | Notas |
| ----------------- | ---------------- | -------------- | ---------- | ----- |
| Medalha de ouro   | Anton Ivakin     | Rússia         | 5.50       |       |
| Medalha de prata  | Claudio Stecchi  | Itália         | 5.40       |       |
| Medalha de bronze | Andrew Sutcliffe | Reino Unido    | 5.35       |       |
| 4                 | Robert Sobera    | Polónia        | 5.30       |       |
| 5                 | Tom Konrad       | Alemanha       | 5.20       |       |
| 6                 | Pauls Pujats     | Letónia        | 5.10       |       |
| 7                 | Vitaliy Tsepilov | Ucrânia        | 5.00       |       |
| 7                 | Kyle Ballew      | Estados Unidos | 5.00       |       |
| 9                 | Matthew Devereux | Reino Unido    | 5.00       |       |
| 10                | Marquis Richards | Suíça          | 5.00       |       |
| 11                | Nikita Filippov  | Cazaquistão    | 4.85       |       |
| 12                | Didac Salas      | Espanha        | NM         |       |
| 13                | Pascal Koehl     | Alemanha       | NM         |       |
| 14                | Richard Lysov    | Rússia         | NM         |       |

Legenda
| Recorde mundial       | Recorde mundial (World record)               |                       | Recorde africano                      | Recorde africano (African) |                                           | Q | Classificado por posição (Qualified) |
| Recorde do campeonato | Recorde do campeonato (Championship record)  | Recorde da América    | Recorde da América (Americas)         | q                          | Classificado por melhor tempo (Qualified) |   |                                      |
| Melhor marca do ano   | Melhor marca do ano (World leading)          | Recorde asiático      | Recorde asiático (Asian)              | DNS                        | Não largou (Did not start)                |   |                                      |
| Recorde nacional      | Recorde nacional (National record)           | Recorde europeu       | Recorde europeu (European)            | DNF                        | Não terminou (Did not finish)             |   |                                      |
| Recorde pessoal       | Recorde pessoal do atleta (Personal best)    | Recorde da Oceania    | Recorde da Oceania (Oceania)          | DSQ / DQ                   | Desclassificado (Disqualified)            |   |                                      |
| Recorde da temporada  | Recorde da temporada do atleta (Season best) | Recorde sul-americano | Recorde sul-americano (South America) | NM                         | Sem marca (No mark)                       |   |                                      |